# Reuzenberenklauw

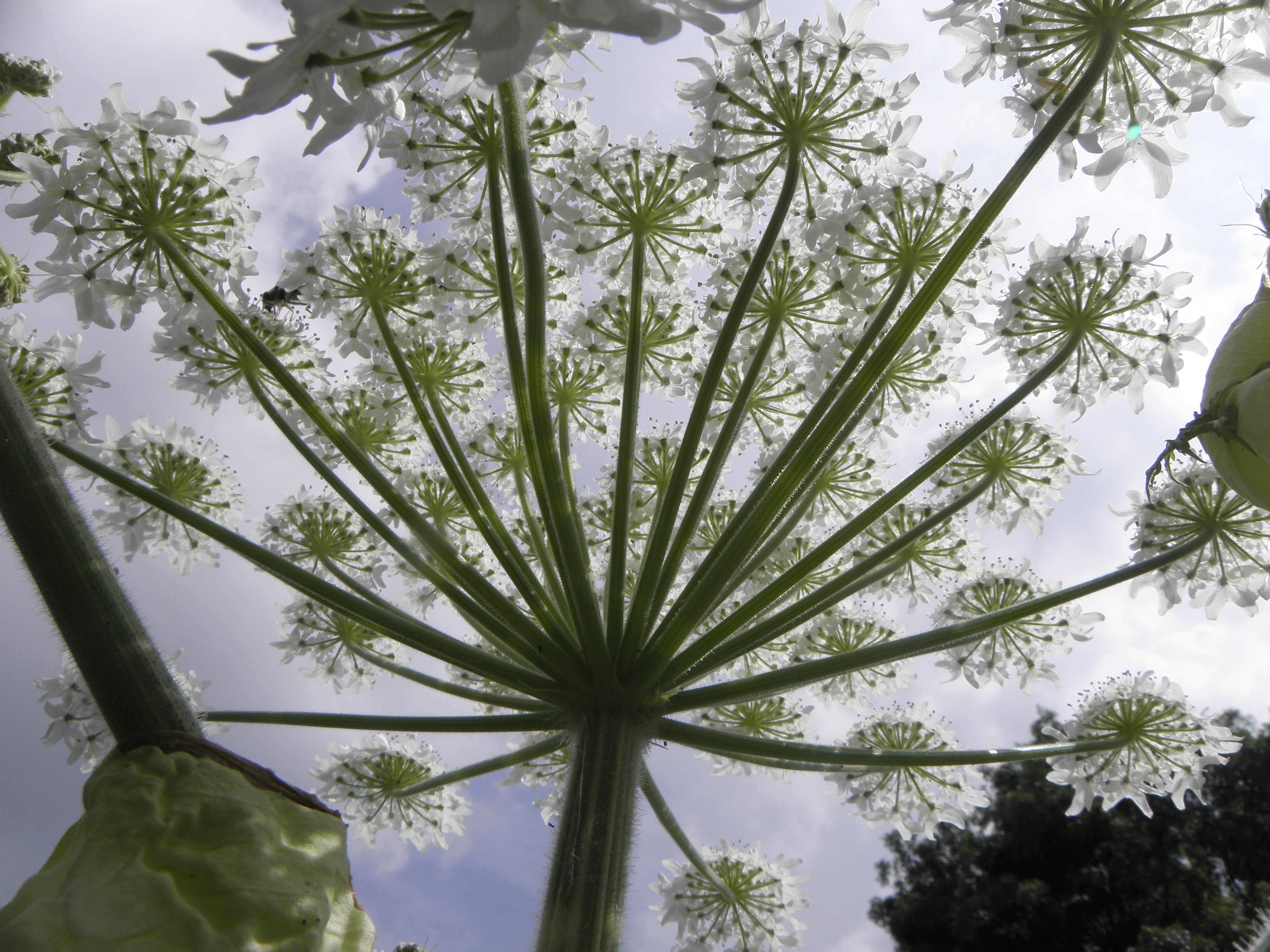
Bloemscherm

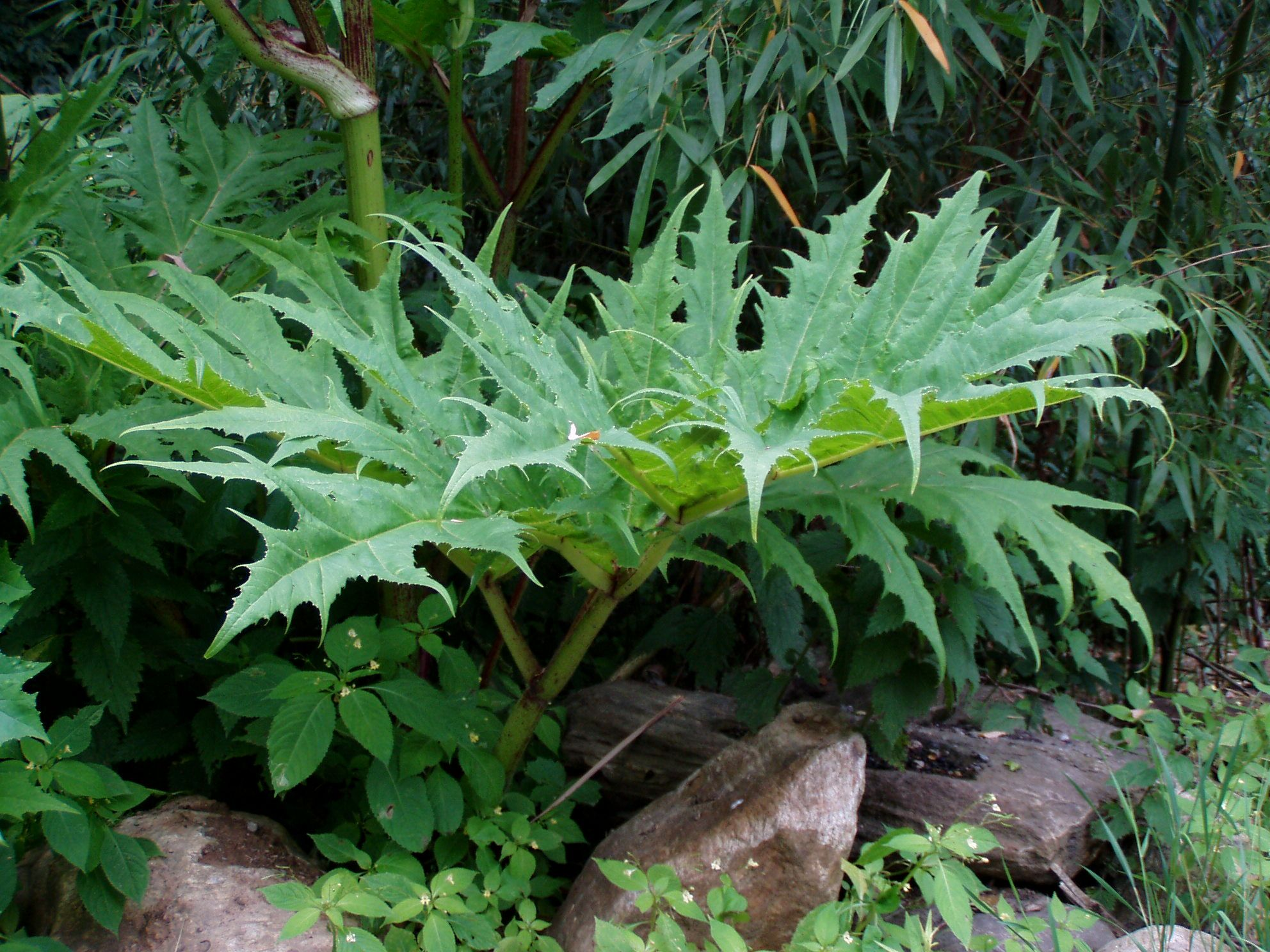
Blad

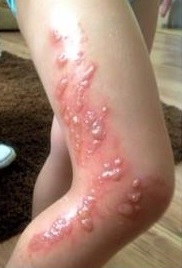
Blaren ontstaan door aanraking van de reuzenberenklauw

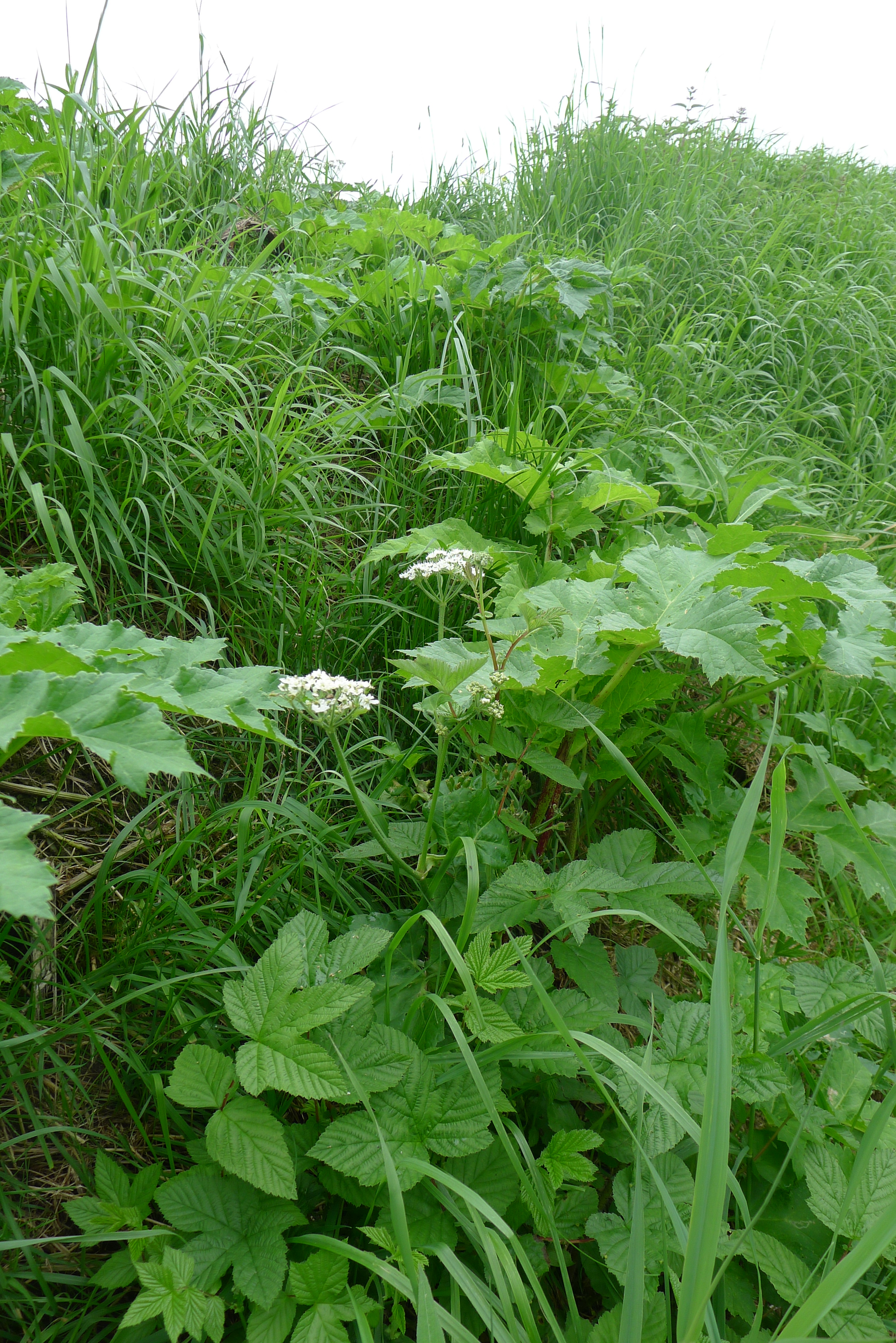
Noodbloei na twee keer maaien

De reuzenberenklauw (Heracleum mantegazzianum) is een meerjarige plant uit de schermbloemenfamilie (Apiaceae). De soort wordt in de Europese Unie beschouwd als een invasieve exoot die gezondheidsrisico's oplevert.

## Beschrijving
De plant heeft klauwvormige bladeren. Ze is verwant aan de gewone berenklauw, maar veel groter. Nog sterker gelijkende verwante soorten zijn Sosnowsky's berenklauw en Perzische berenklauw.
De reuzenberenklauw kan, afhankelijk van de groeiplaats, in de lente in een paar maanden tijd uitgroeien tot een hoogte van 4 meter. Afhankelijk van de groeiplaats zullen de zaailingen na een of meerdere jaren de bloeifase bereiken. Het eerste jaar blijft de plant laag (50 cm), het jaar erop is hij meestal volgroeid, en bloeit van juni tot augustus met een variabel aantal samengestelde schermen vol witte bloemetjes. Na de bloei sterft de plant af.
De plant is vooral te vinden langs wegen en op plaatsen die niet begraasd of bewerkt worden. De plant komt veelal voor op ruderale terreinen met verstoorde, voedselrijke grond. Naast de natuurlijke verspreiding van zaden, worden zaden van deze invasieve plant ook per ongeluk verspreid door de mens via grondverzet.
Het aantal chromosomen is 2n = 22.

## Invasieve uitheemse soort
In de 19e eeuw is de reuzenberenklauw uit de Kaukasus als tuinplant in Europa geïntroduceerd. In de Benelux is deze exoot volledig ingeburgerd. De reuzenberenklauw wordt anno 2010 steeds vaker in verstedelijkt gebied aangetroffen en, mede om de schadelijke werking van het sap van deze plant op huid en ogen, in toenemende mate als een probleem ervaren.
Sinds 2 augustus 2017 is de plant opgenomen op de lijst van invasieve uitheemse soorten die zorgwekkend zijn voor de Europese Unie. De handel van de plant is dus verboden in alle lidstaten. Ook moeten lidstaten de plant bestrijden.

## Ecologische betekenis
Omdat de reuzenberenklauw zo kiemkrachtig is en met zijn bladeren al het licht voor andere planten wegneemt, wordt de soort beschouwd als een onkruid. In gebieden die niet begraasd worden, drukt de invasieve soort alle andere planten weg; daar komt bij dat hij in de Benelux naast grote grazers en schapen geen natuurlijke belagers kent.

## Bestrijding
Bij de bestrijding van de plant wordt beschermende kleding en een veiligheidsbril gedragen. In een aantal plaatsen zijn bij de bestrijding van de plant vrijwilligers actief. Dat gebeurt vaak in samenwerking met instanties als Staatsbosbeheer, waterschap, Rijkswaterstaat, ProRail en gemeente. Sommige gemeenten verstrekken de vrijwilligers een vergoeding voor gereedschap.

### Bestrijdingsmethoden

#### Mechanische bestrijding
Tot de mechanische bestrijdingsmethoden behoort het uitsteken van jonge planten, uitboren van de wortel van oude en jonge planten met een kabelboorspade en/of penwortelspade, herhaald maaien in combinatie met het handmatig schoffelen, om te voorkomen dat de plant in bloei komt en tot zaadvorming overgaat. Een gemaaide plant kan door middel van noodbloei in betrekkelijk korte tijd nieuwe bloemen maken. Deze zijn vele malen kleiner dan de eerste bloemen. Een plant kan zo tot minstens drie maaiingen overleven en zich voortplanten. Wil deze bestrijdingsvorm effectief zijn, dan dient het maaien minimaal vijf keer per seizoen te gebeuren. Een bloeiende reuzenberenklauw mag vanwege de kiemkracht van het zaad niet bij het gft-afval. Een plant produceert gemiddeld zo'n 20.000 zaden, soms zelfs 100.000, die tot zeven jaar lang hun kiemkracht behouden.

#### Biologische bestrijding
Biologische bestrijdingsmethoden zijn begrazing, behandeling met schimmels, met aaltjes bij de ondergrondse delen, of met kevers bij de bovengrondse delen.
In Nederland is een periode een schimmel toegepast die de plant binnen anderhalf jaar kan laten verdwijnen, maar tot nu toe is er geen partij gevonden die de schimmel op de markt weet te brengen met de benodigde toelatingen.

## Verwondingen
Aanraking van beschadigde planten kan ernstige schade toebrengen aan de huid en aan de ogen van mensen en dieren. Het sap van de plant bevat furocumarinen die sterk fototoxisch zijn. Blootstelling aan zonlicht na contact met het sap kan rode, heftig jeukende vlekken veroorzaken, gevolgd door zwelling en blaarvorming (fytofotodermatitis). Het letsel kan eruitzien als een brandwond en het kan twee weken duren voordat het genezen is. Wanneer plantvocht in de ogen komt, kan dit tot blindheid leiden. Bij honden kan sap in de bek tot verstikking leiden.
In 2017 registreerde het Belgische Antigifcentrum 28 letselgevallen na contact met de reuzenberenklauw.

## Trivia
- De Engelse rockband Genesis bracht het lied 'The Return of the Giant Hogweed' uit op het album Nursery Cryme. Het lied verhaalt over hoe de reuzenberenklauw vanuit Rusland naar Engeland werd gebracht, alwaar deze plant het land overspoelt en de mensen – tevergeefs – tegen deze plant ten strijde trekken.